# SK Terjoden-Welle
SK Terjoden-Welle was een Belgische voetbalclub uit Terjoden in Aalst. De club was aangesloten bij de KBVB met stamnummer 4133 en had oranje, wit en paars als kleuren. Het stadion van SK Terjoden-Welle, het Van Roystadion, werd gedeeld met FCV Dender EH. Daarnaast had de club vlakbij nog twee kunstgrasvelden en een gewoon veld naast het Van Roystadion. De club speelde bijna haar hele bestaan in de provinciale reeksen, tot ze in 2010 de nationale reeksen bereikte.
De club stopte in 2014, maar stamnummer 4133 bleef bestaan en werd overgenomen door Renaissance Club Schaerbeek.

## Geschiedenis
SK Terjoden werd opgericht in augustus 1934. In 1944 sloot de club zich aan bij de Belgische Voetbalbond, waar men stamnummer 4133 kreeg toegekend. De club bleef de volgende decennia in de provinciale reeksen spelen.
In de jaren 90 maakte de club een opmars. In 1991 behaalde men de titel in Vierde Provinciale, en het jaar erop werd men ook kampioen in Derde Provinciale. De volgende jaren ging de club een paar keer op en neer tussen Tweede en Derde Provinciale. Dankzij een titel in Tweede in 1999 bereikte Terjoden dat jaar echter ook de hoogste provinciale reeks. Dit verblijf duurde er eerst maar één seizoen, maar in 2003 steeg Terjoden weer naar Eerste Provinciale, waar men zich ditmaal kon handhaven.
In 2003 verdween de naburige derdeprovincialer SK Welle, dat bij de voetbalbond was aangesloten met stamnummer 7576, en samenging met SK Terjoden. De clubnaam werd gewijzigd in SK Terjoden-Welle. In 2008 en 2009 eindigde Terjoden-Welle telkens als tweede. Beide keren mocht men naar de eindronde, maar daar slaagde men er niet in promotie naar de nationale reeksen af te dwingen.
In 2010 werd Terjoden-Welle kampioen in Eerste Provinciale en stootte dus voor het eerst in haar bestaan door naar de nationale Vierde Klasse. De club kon er zich de volgende jaren vlot handhaven in de middenmoot.
Omdat het moeilijk was om voort te doen met het bestaande budget, zocht de club naar oplossingen. Men overwoog een fusie met FCV Dender EH, maar die ging uiteindelijk niet door, en in het voorjaar van 2014 besliste men om na het seizoen in vereffening te gaan en het stamnummer te verkopen. In de volgende maanden werd het stamnummer gekocht door de Brabantse eersteprovincialer RC de Schaerbeek, die zo de plaats van SK Terjode-Welle in Vierde Klasse zou innemen. In juni werd de overname uiteindelijk door de voetbalbond goedgekeurd, en stamnummer 4133 ging verder in Vierde Klasse, en verhuisde naar het Brusselse Schaarbeek als Renaissance Club Schaerbeek.

## Resultaten
| Seizoen                                                              | Klasse | Klasse | Klasse | Klasse | Klasse | Reeks              | Punten | Opmerkingen                        |
|                                                                      | I      | II     | III    | IV     | P.I    |                    |        |                                    |
| -------------------------------------------------------------------- | ------ | ------ | ------ | ------ | ------ | ------------------ | ------ | ---------------------------------- |
| 2007/08                                                              |        |        |        |        | 2      | Eerste Prov. O-Vl. |        |                                    |
| 2008/09                                                              |        |        |        |        | 2      | Eerste Prov. O-Vl. | 51     |                                    |
| 2009/10                                                              |        |        |        |        | 1      | Eerste Prov. O-Vl. | 58     |                                    |
| 2010/11                                                              |        |        |        | 9      |        | Vierde Klasse A    | 38     |                                    |
| 2011/12                                                              |        |        |        | 5      |        | Vierde Klasse A    | 50     | Verlies in eindronde voor promotie |
| 2012/13                                                              |        |        |        | 7      |        | Vierde Klasse A    | 45     |                                    |
| 2013/14                                                              |        |        |        | 5      |        | Vierde Klasse B    | 45     |                                    |
| Club gestopt; stamnummer voortgezet door Renaissance Club Schaerbeek |        |        |        |        |        |                    |        |                                    |